# 1-й переулок Петра Алексеева
1-й переу́лок Петра́ Алексе́ева (название с 1960 года) — тупиковый переулок в Москве, на территории Можайского района Западного административного округа.
Начинается во дворе четырёх двух- и трёхэтажных домов, затем поворачивает направо и проходит вдоль дома № 5 по улице Петра Алексеева, являясь фактически его придворовым проездом, после чего заканчивается примыканием к ней.

## Происхождение названия

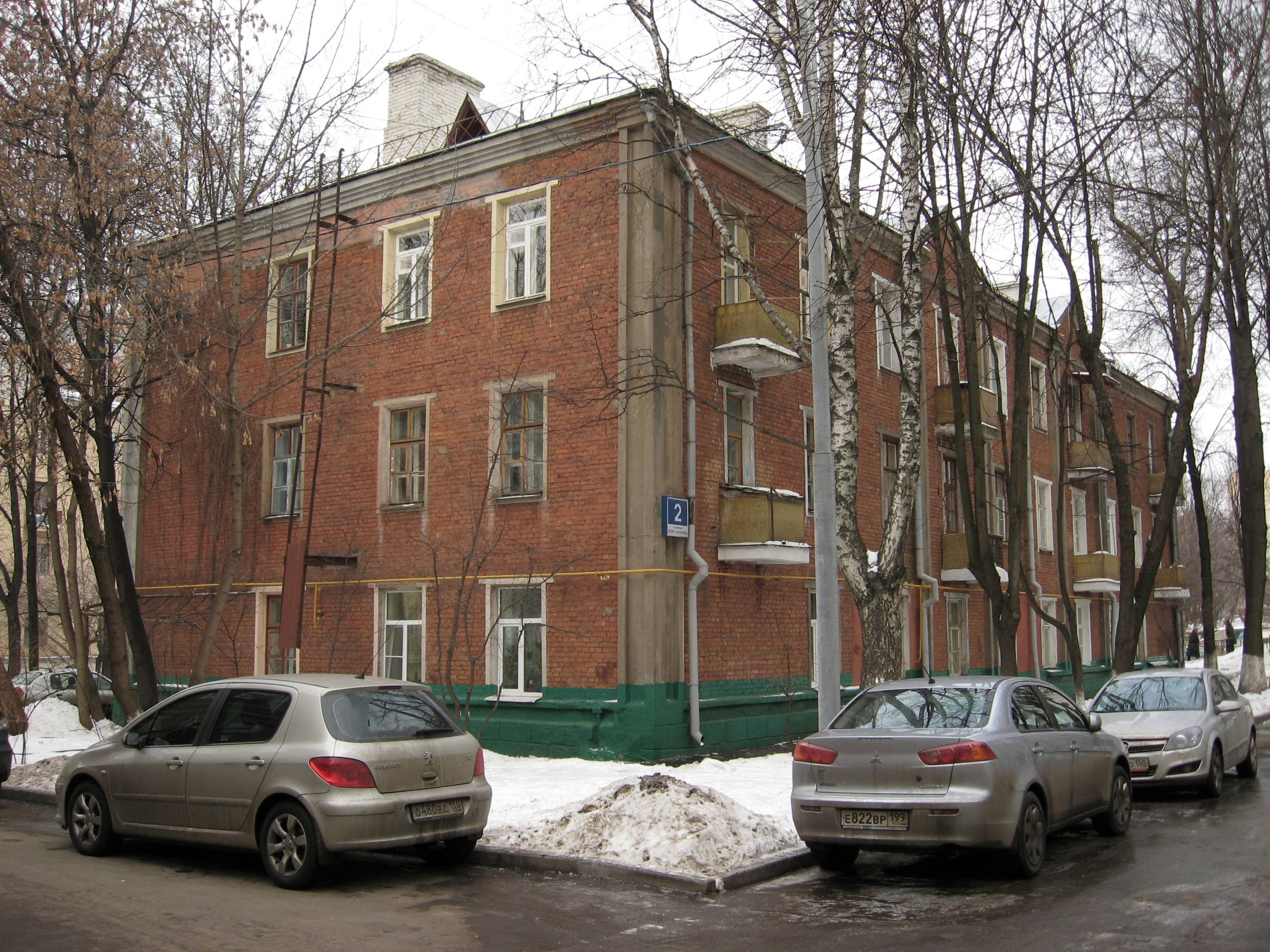
1-й переулок Петра Алексеева, дом 2

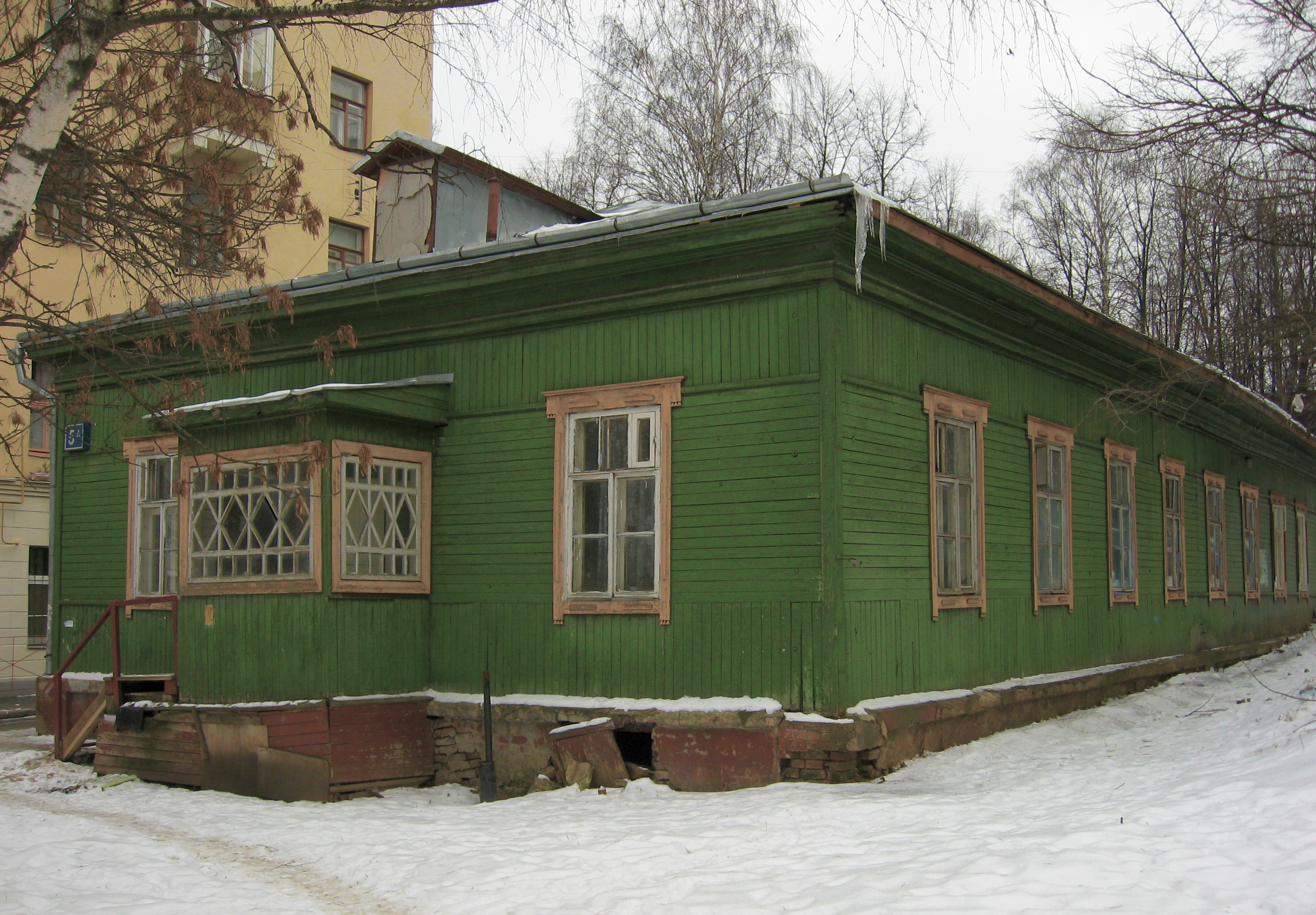
Улица Петра Алексеева, дом 5А
на углу с 1-м переулком Петра Алексеева

Улица Петра Алексеева и два переулка (1-й и 2-й) получили название в 1960 году в честь Петра Алексеева (1849—1891) — одного из первых российских рабочих-революционеров. За революционную пропаганду в 1877 году он был приговорён к 10 годам каторги.

## Здания и сооружения
На переулке располагаются всего 4 здания
нечётная сторона
- дом 3 — двухэтажный жилой дом
- дом 5 — трёхэтажный жилой дом

чётная сторона
- дом 2 — трёхэтажный жилой дом
- дом 4 — трёхэтажный жилой дом

## Транспорт
По переулку общественный транспорт не ходит.
Неподалёку, на Можайском шоссе, расположена автобусная остановка «Улица Петра Алексеева», откуда ходят автобусы до ближайших станций метро:
- до метро «Кунцевская»:
  - № 45 — (66-й квартал Кунцева — Метро «Кунцевская»)
  - № 190 — (Беловежская улица — Метро «Молодёжная»)
  - № 610 — (Пищекомбинат — Метро «Кунцевская»)
  - № 612 — (Улица Герасима Курина — Троекуровское кладбище)
  - № 733 — (Аминьево — Крылатское) (только к метро «Кунцевская»)
- до метро «Славянский бульвар»:
  - № 103 — (23-й квартал Новых Черёмушек — Улица Генерала Дорохова)
  - № 157 — (Беловежская улица — Киевский вокзал)
  - № 205 — (Совхоз «Заречье» — Улица Довженко)
  - № 231 — (Беловежская улица — Метро «Филёвский парк»)
  - № 818 — (Международный университет — Метро «Филёвский парк»)
  - № 840 — (66-й квартал Кунцева — Киевский вокзал)